# Kickapoo Site 1
Kickapoo Site 1 – jednostka osadnicza w Stanach Zjednoczonych, w stanie Kansas, w hrabstwie Brown.